# Jakub (Panczuk)
Jakub, imię świeckie Iwan Dmytrowycz Panczuk (ur. 5 października 1931, zm. 16 marca 2004 w Kijowie) –  biskup Ukraińskiego Kościoła Prawosławnego Patriarchatu Kijowskiego.

## Życiorys
W 1955, po odbyciu zasadniczej służby wojskowej, wstąpił jako posłusznik do Ławry Poczajowskiej. W 1957 rozpoczął naukę w Leningradzkiej Akademii Duchownej. Będąc jej studentem, 29 października 1958 złożył wieczyste śluby mnisze, zaś 4 grudnia 1958 został wyświęcony na hierodiakona przez arcybiskupa lwowskiego i tarnopolskiego Palladiusza. 19 listopada 1961 metropolita leningradzki i ładoski Guriasz wyświęcił go na hieromnicha. W 1966 uzyskał tytuł kandydata nauk teologicznych. W 1969 podniesiony do godności ihumena.
8 sierpnia 1974 patriarcha moskiewski i całej Rusi Pimen nadał mu godność archimandryty i wyznaczył go na przełożonego Ławry Poczajowskiej. Od 1983 był spowiednikiem mniszek klasztoru w Zołotonoszy, zaś od 1985 do 1990 był proboszczem cerkwi Narodzenia Matki Bożej w Czerkasach, dziekanem dekanatu czerkaskiego i spowiednika mniszek monasteru Opieki Matki Bożej w Kijowie.
14 grudnia 1990 został wyświęcony na biskupa poczajowskiego, wikariusza eparchii kijowskiej, równocześnie ponownie został przełożonym Ławry Poczajowskiej. W 1992 przeszedł w jurysdykcję Patriarchatu Kijowskiego, gdzie w 1994 został biskupem łuckim i wołyńskim. 3 czerwca 1995 został podniesiony do godności metropolity, był też członkiem honorowym Świętego Synodu Ukraińskiego Kościoła Prawosławnego Patriarchatu Kijowskiego. W związku z jego działalnością w niekanonicznym Kościele Patriarchat Moskiewski pozbawił go wszystkich godności kościelnych (oprócz statusu mnicha).
Według materiałów Ukraińskiego Kościoła Prawosławnego Patriarchatu Kijowskiego w 1995 wystosował, razem z metropolitą wołyńskim (jurysdykcja Patriarchatu Moskiewskiego) Nifontem list do wiernych i hierarchii obydwu Kościołów, apelując o pokój i współdziałanie na rzecz zwołania wszechukraińskiego soboru, który rozwiązałby ostatecznie kwestię Kościoła prawosławnego na Ukrainie.
Zmarł w szpitalu "Teofania" w Kijowie po długiej chorobie. Pochowany na cmentarzu przy soborze Świętej Trójcy w Łucku.